# Giorgio Campagna
Giorgio Campagna (Milano, 11 febbraio 1951) è un allenatore di calcio ed ex calciatore italiano, di ruolo centrocampista.

## Carriera

### Giocatore
Ha esordito nel calcio professionistico nel Legnano nella stagione 1970-1971, ceduto alla Roma alla fine di quella stagione è passato poi a novembre alla Fiorentina esordendo in serie A il 20 febbraio 1972 nel successo interno dei viola contro l'Atalanta, dopo aver giocato un grande torneo di Viareggio.
Era considerato da tutti un giocatore di talento che faceva della tecnica e della fantasia le sue armi migliori.
Un gravissimo infortunio subito in allenamento ha messo fine alla sua valorizzazione definitiva.
Dopo lunghe cure è tornato al calcio giocando la parte conclusiva della sua carriera nel Seregno in Serie C.

### Allenatore
Ha anticipato la fine della sua attività agonistica partecipando al Super Corso di Coverciano 1978-1979 conseguendo l'abilitazione ad allenatore di Prima Categoria ed Istruttore Professionista di giovani calciatori.
Ha iniziato l'attività di allenatore professionista nel settore giovanile del Milan vincendo anche un titolo italiano nel Campionato Beretti.
Ha allenato poi il Saronno in Interregionale passando poi alla Vogherese in C2.
Successivamente ha allenato il Pavia vincendo il campionato di C2.
Ritornato poi al Saronno, nell'anno successivo ha allenato ancora il Monopoli in Serie C1, la Solbiatese in C2, mil Livorno in C2, la Pistoiese in C1, il Pavia in C2.
Ultimamente ha allenato la juniores del Seregno e del Como vincendo i rispettivi campionati.